# Alliance française de Pondichéry
L’Alliance française de Pondichéry est un institut culturel et linguistique du réseau Alliance française présent dans la ville indienne de Pondichéry. Elle a été établie en 1889, ce qui en fait l'une des plus anciennes du monde.

## Présentation
Depuis 1889, année de sa fondation, l’Alliance française de Pondichéry a coordonné ses activités linguistiques et culturelles les établissements d'enseignement de l'ancien comptoir français de Pondichéry, notamment avec le lycée français de la ville. 
La spécificité de Pondichéry en Asie est l’existence d’une communauté française d’origine indienne forte de plusieurs milliers de personnes, pour des raisons historiques. Cette spécificité est renforcée par le développement d’Auroville, à une dizaine de kilomètres au nord de Pondichéry, qui concerne plusieurs centaines de Français. Les premières grandes Alliances françaises en Asie sont à Pondichéry, Saigon et Hanoi.  La présence de cet organisme privé vient compenser l'impact, dans la diffusion de la langue française et de la culture française, de la décolonisation ainsi que de l’effacement des congrégations religieuses après 1945.
L’Alliance française de Pondichéry propose des cours de français pour débutant ou intermédiaire avec la méthodologie du français langue étrangère (FLE). Son activité est d’autant plus facilitée et importante que la cité de Pondichéry  garde de l’époque française la langue française comme une des langues officielles au côté de l’anglais, du malayalam, du tamoul et du télougou. L’Alliance française dispose également d’une bibliothèque présentant de nombreux ouvrages, revues et journaux francophones. Au cours de la dernière décennie, l’Alliance française a organisé un nombre important d’événements destinés à promouvoir les arts et la culture entre l’Inde et la France. Plus d’une centaine d’événements de ce type sont organisés chaque année.
Elle est dirigée depuis novembre 2019 par Leila Kernoua.

## Localisation
L'alliance française de Pondichéry se compose de deux bâtiments, l'un situé au 58 rue de Suffren et l'autre au 37 rue Dumas le long de la mer.

### Articles de journaux
- Rédaction Zinfos974, « L'alliance française de Pondichéry fête ses 125 ans d'existence », Zinfos974,‎ 26 juin 2013 (lire en ligne).
- Philippe Nourry, « De Pondichéry à Fort Cochin », Le Point,‎ 9 janvier 2004 (lire en ligne).
- Albin Salzedo, « La situation du français à Pondichéry », Le Monde,‎ 31 mai 1976 (lire en ligne).
- J. D., « Le premier accord franco-indien de coopération culturelle et technique sera signé à Paris le 7 juin », Le Monde,‎ 6 juin 1966 (lire en ligne).

### Émission de télévision
- TV5Monde, Reportage sur Pondichéry, notamment sur l'Alliance française de la ville